# Saló del Llibre de París
El Saló del Llibre de París és una fira de llibres d'abast internacional. En la seva edició de 2013 Barcelona va ser la tercera ciutat convidada al Saló del Llibre de París, després de Buenos Aires (2011) i Moscou (2012). Amb prop de 190.000 visitants anuals, és la cita més important de París relacionada amb el món del llibre i la literatura, i una de les més importants del món. El saló acull any anualment unes 1.200 editorials d'uns 25 països. Tots els estands abasten una superfície de 55.000 m².

## Història
La fira es va dur a terme per primera vegada al Grand Palais i des de 1992 hi té lloc al Parc d'Exposicions de la Porta de Versailles.
En la seva edició de 2013 va tenir Barcelona com a ciutat convidada. El programa d'actes lligat a Barcelona, ville des prodiges va tenir dos vessants: literari i professional. Els actes van tenir lloc principalment a l'estand de la ciutat de Barcelona, als espais de programació de la fira i als estands de diverses editorials i institucions, però també diversos equipaments de la ciutat (biblioteques i centres d'ensenyament) van acollir actes literaris. El programa literari volgué reflectir la riquesa creativa de Barcelona, i va presentar una selecció d'autors contemporanis d'expressió catalana i castellana. Estigué obert tant a la narrativa com a la poesia, el còmic, la novel·la negra i la literatura infantil i juvenil. A més a més, s'hi van incloure clàssics de la literatura catalana que el 2013 es s'havien publicat (o s'havien de publicar) en francès, a vegades, per primera vegada.

## Convidats destacats
| - Jorge Amado (1998) - Paul Auster (2010) - Hervé Bazin (1981) - Tahar Ben Jelloun (1999) - Enki Bilal (2007) - Paulo Coelho (1998) - Umberto Eco (1994, 2000, 2002, 2010) - Per Olov Enquist (2011) - James Ellroy (1996) | - Carlos Fuentes (2009) - Anna Gavalda (2008, 2010) - Allen Ginsberg (1996) - Jens Christian Grøndahl (2011) - Satoshi Kamata (2012) - Douglas Kennedy (2010) - Doris Lessing (2010) - Carlos Liscano (2010) - Antonio Lobo Antunes (2000, 2010) | - Herta Müller (2001) - Kenzaburō Ōe (2012) - Sofi Oksanen (2011) - Salman Rushdie (1995) - Jose Saramago (2000) - Jorge Semprún (1991) - Tarun J. Tejpal (2007) - Herbjørg Wassmo (2011) - Gozo Yoshimasu (2012) |

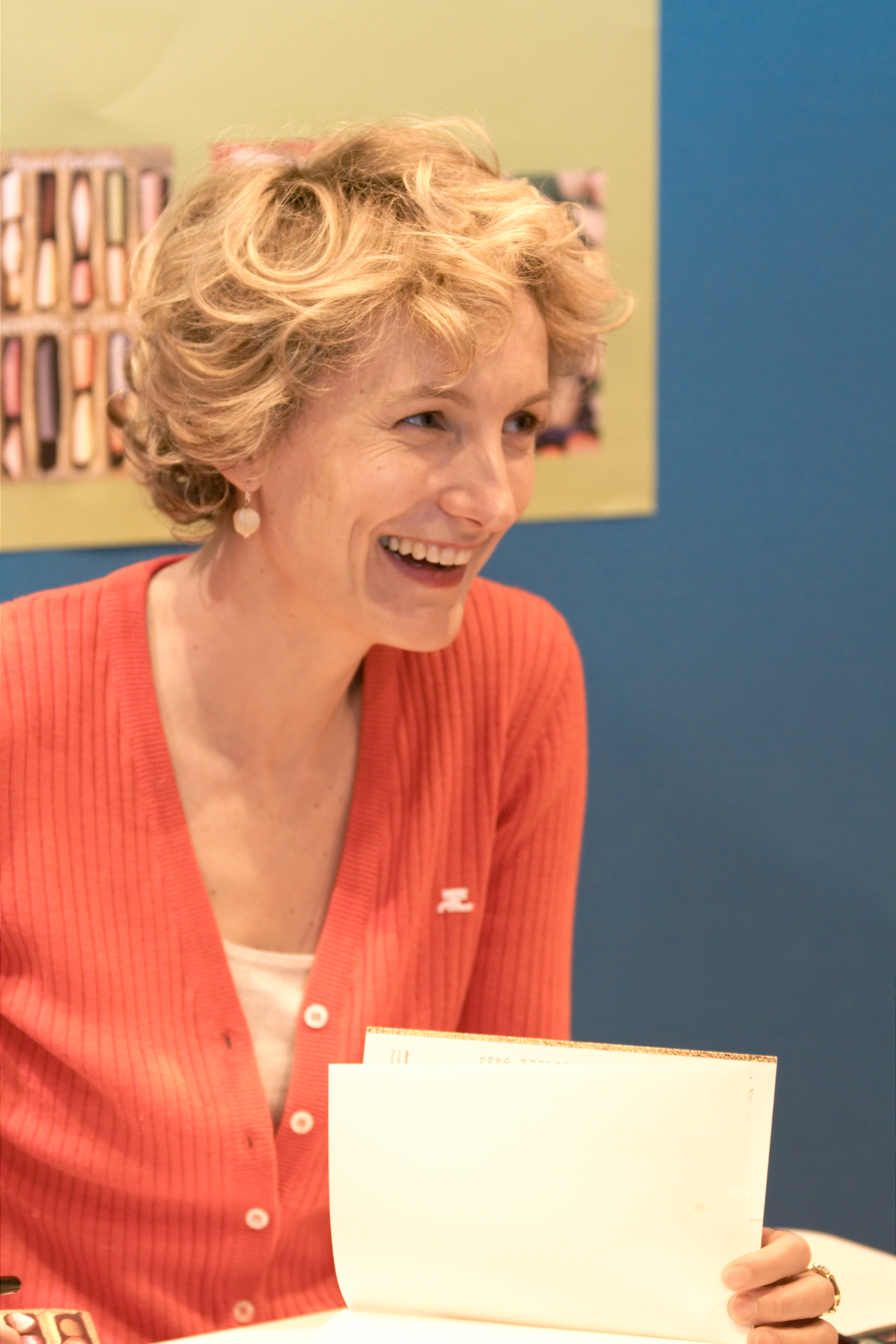
Anna Gavalda (2010)
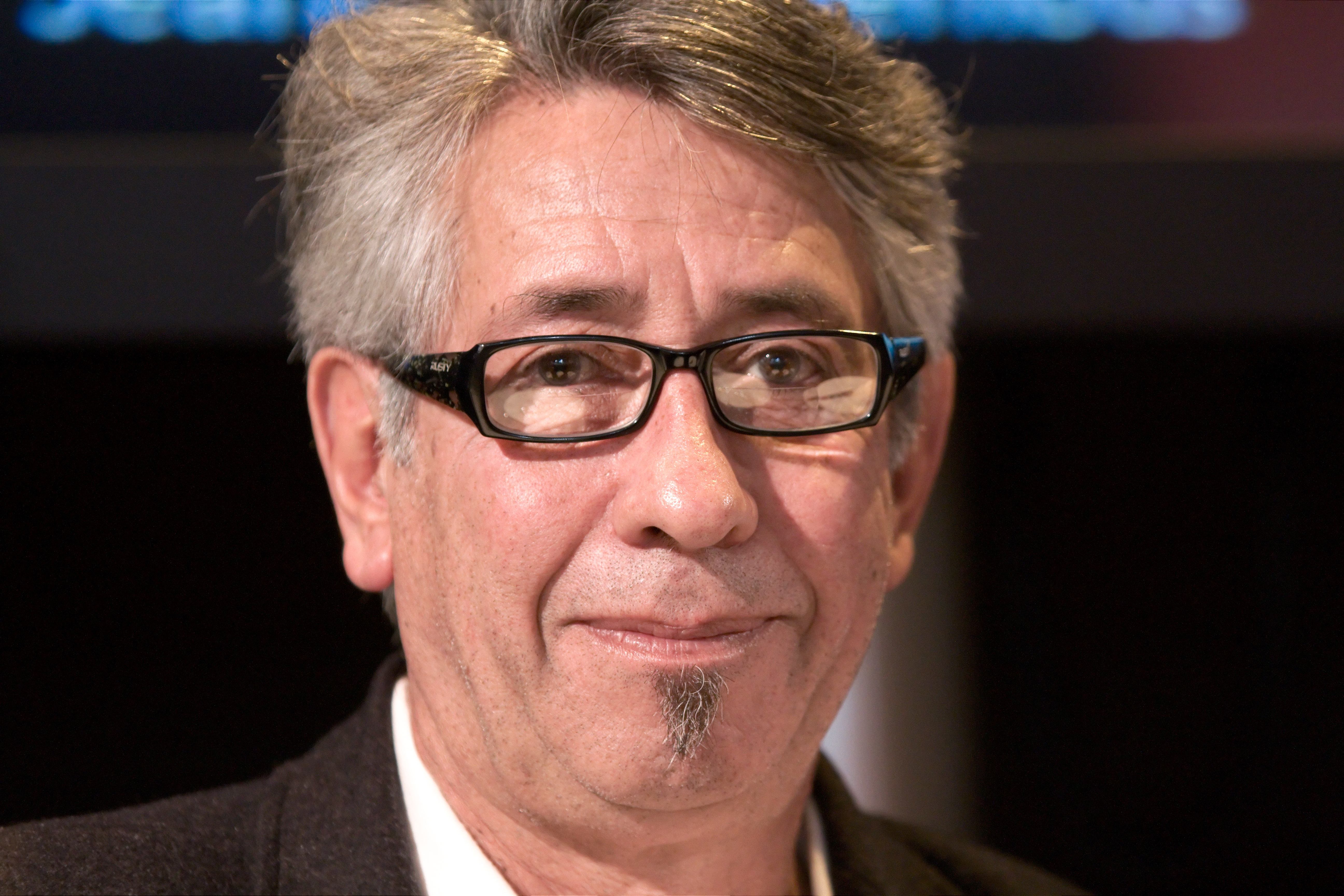
Carlos Liscano (2010)
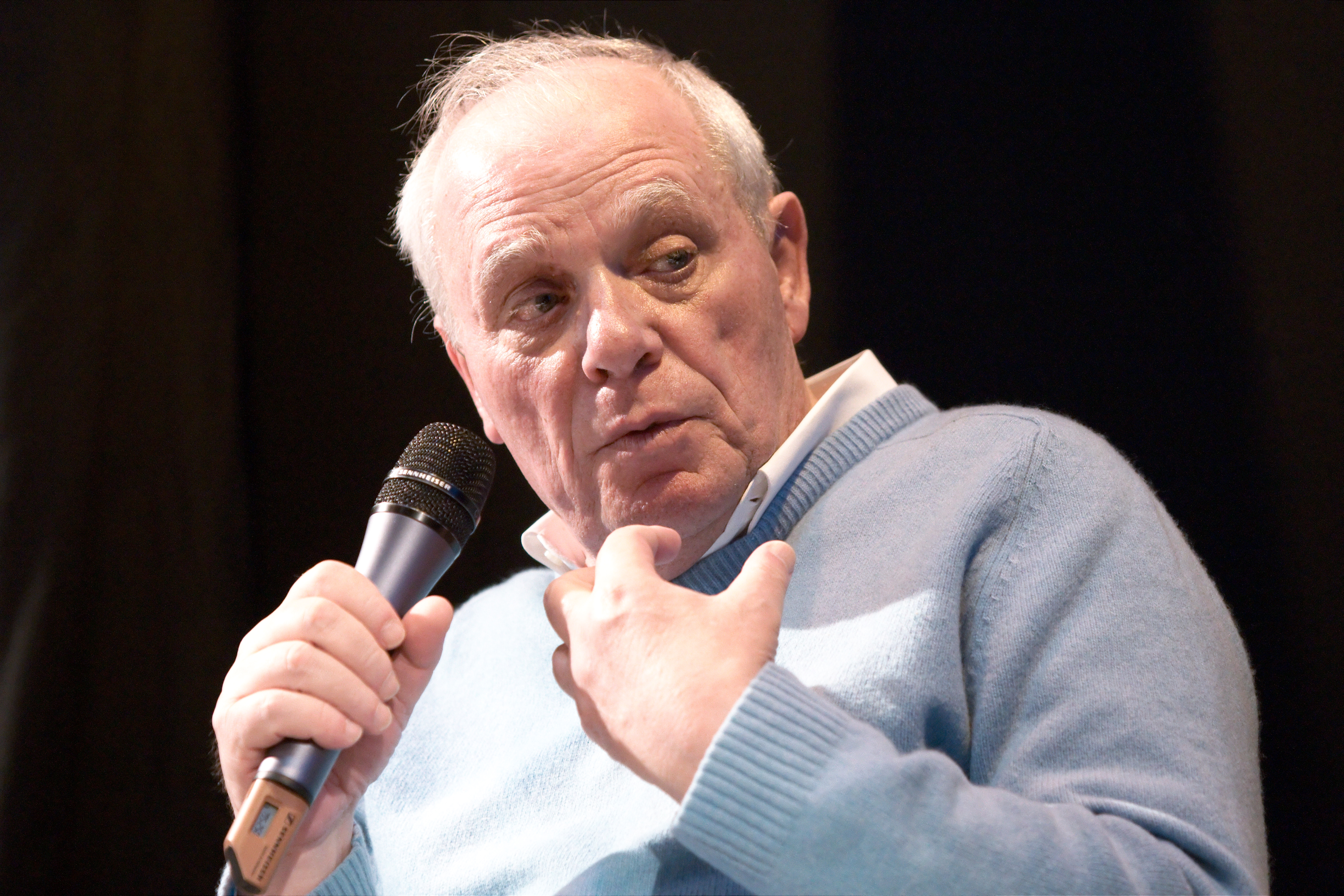
Antonio Lobo Antunes (2010)
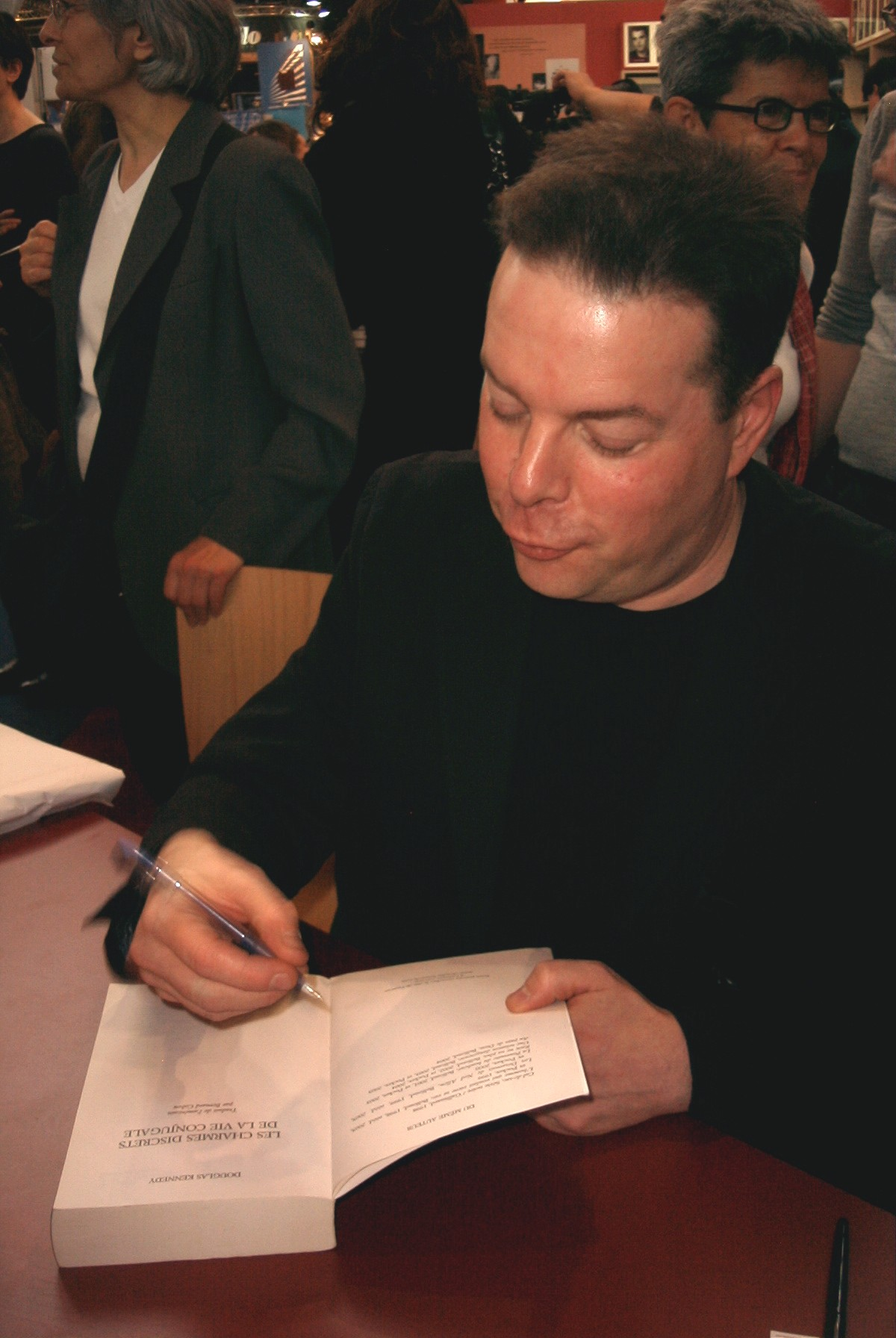
Douglas Kennedy (2007)
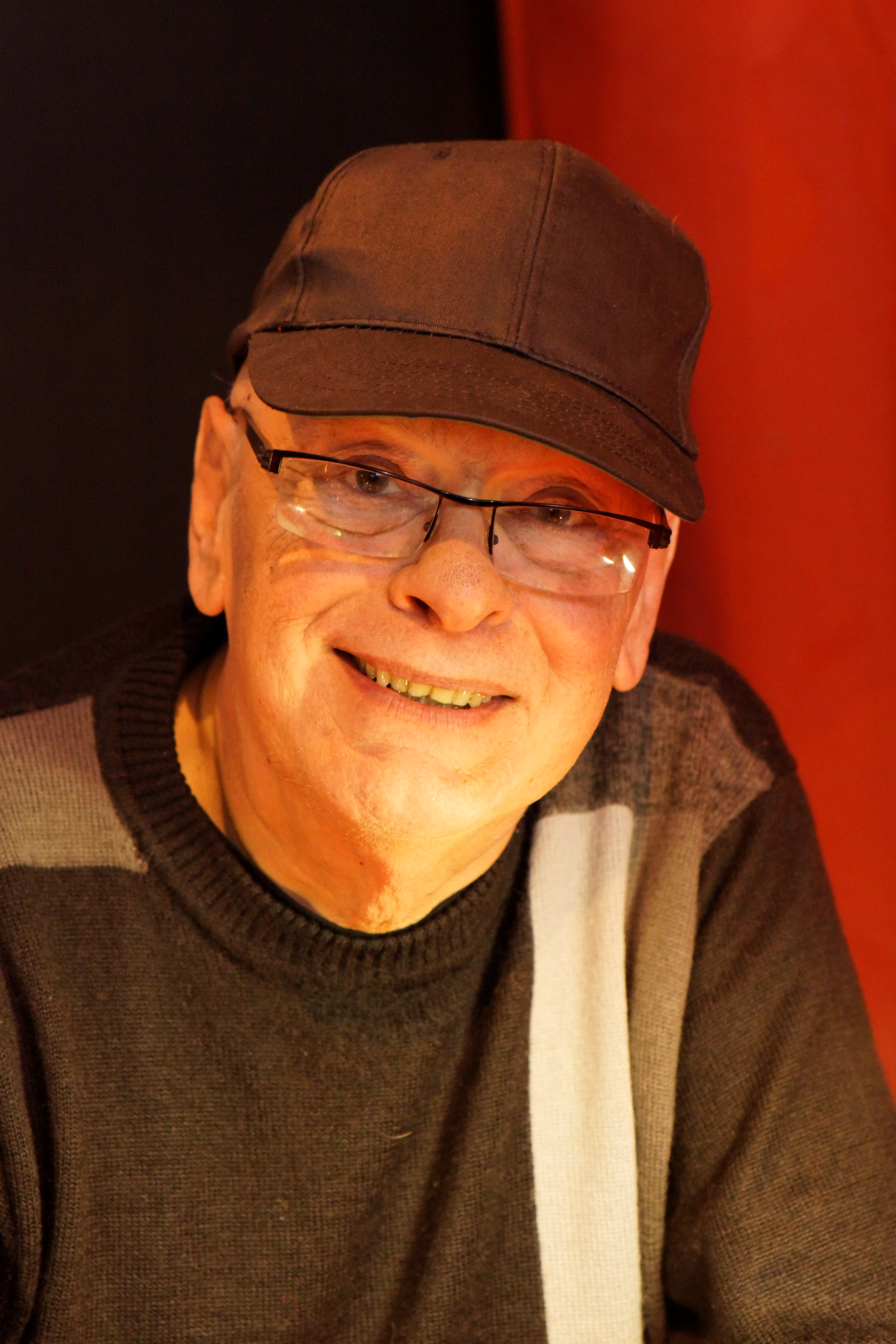
Gilles Chaillet (2011)

## Afluència
|           | 1981    | - | 2000    | - | 2006    | 2007       | 2008       | 2009       | 2010       | 2011       | 2012       |
| Dates     |         |   |         |   |         | 23-27 març | 14-19 març | 13-18 març | 26-31 març | 18-21 març | 16-19 març |
| Visitants | 117 000 |   | 241 000 |   | 174 000 | 186 000    | 165 300    | 198 150    | 190 000    | 180 000    | 190 000    |